# Intoxicação por paracetamol
A Intoxicação por Paracetamol, também conhecido como envenenamento por acetaminofeno, é causada pelo uso excessivo do medicamento paracetamol (acetaminofeno). A maioria das pessoas têm poucos ou sintomas não específicos nas primeiras 24 horas após a overdose. Estas podem incluir a sensação de cansaço, dor abdominal ou náuseas. Geralmente é seguida por até dois dias sem sintomas após o qual surgem pele fica amarelada, distúrbios da coagulação do sangue, e estado de confusão. Outras complicações podem incluir insuficiência renal, pancreatite, baixa de açúcar no sangue, e acidose láctica. Se a morte não ocorre, as pessoas tendem a recuperar-se totalmente em algumas semanas. Sem o tratamento alguns casos podem se resolver, enquanto outros vão resultar em morte.
A intoxicação por paracetamol pode ocorrer acidentalmente ou como uma tentativa de acabar com a vida. Os fatores de risco para toxicidade incluem alcoolismo, desnutrição, e a obtenção de certos outros medicamentos. Os danos ao fígado resultam não do paracetamol em si, mas a partir de um de seus metabólitos, N-acetil-p-benzoquinona imine (NAPQI). NAPQI diminui a glutationa do fígado e danifica diretamente as células do órgão. O diagnóstico é baseado no nível paracetamol no sangue, em determinados momentos, após a medicação ser tirada. Estes valores são muitas vezes representados no nomograma de Rumack-Matthew para determinar o nível de preocupação.
O tratamento pode incluir carvão ativado, se logo após a pessoa apresentar sinais de overdose. Forçar o vômito na pessoa não é recomendado. Se existe um risco potencial de envenenamento, o antídoto acetilcisteína é recomendado. A medicação é geralmente dada por, pelo menos, 24 horas. Cuidados psiquiátricos podem ser necessários após a recuperação. Um transplante de fígado pode ser necessário se os danos ao fígado forem graves. A necessidade de transplante é às vezes baseado no  pH baixo do sangue, aumento do lactato sanguíneo, em uma coagulação sanguínea pobre, ou em uma encefalopatia hepática significativa. Com tratamento no início, a insuficiência hepática é rara. A morte ocorre em cerca de 0,1% dos casos.
A intoxicação por paracetamol foi descrita pela primeira vez em 1960. Taxas de envenenamento podem variar significativamente entre as regiões do mundo. Nos Estados Unidos, com mais de 100.000 casos por ano. No Reino Unido, é a medicação responsáveis pelo maior número de overdoses. As crianças pequenas são mais comumente afetadas. Nos Estados Unidos e no Reino Unido, o paracetamol é a causa mais comum de insuficiência hepática aguda.

## Sinais e sintomas
Os sinais e sintomas de toxicidade do paracetamol ocorrer em três fases. A primeira fase começa dentro de horas após a overdose, e consiste de náuseas, vômitos, uma aparência pálida e sudorese. No entanto, os pacientes muitas vezes não têm sintomas específicos ou apenas sintomas leves nas primeiras 24 horas de envenenamento. Raramente, depois de enormes overdoses, os pacientes podem desenvolver sintomas de acidose metabólica e coma no início do curso de envenenamento.
A segunda fase ocorre entre 24 h e 72 h seguintes a overdose e consiste de sinais de aumento de danos no fígado. Em geral, a ocorrência de danos nas células do fígado ocorre ao metabolizar o paracetamol. O indivíduo pode experimentar dor abdominal no quadrante superior direito. O aumento de danos no fígado também altera os marcadores bioquímicos da função hepática; a razão normalizada Internacional (INR) e as transaminases ALT e AST do fígado sobem a níveis anormais. A insuficiência renal aguda também pode ocorrer durante esta fase, normalmente causada por uma síndrome hepato-renal ou síndrome de disfunção de múltiplos órgãos. Em alguns casos, a insuficiência renal aguda pode ser a principal manifestação clínica da toxicidade. Nestes casos, tem sido sugerido que o metabólito tóxico é produzido mais nos rins do que no fígado.
A terceira fase segue em 3 a 5 dias, e é marcada por complicações da necrose maciça do fígado levando à insuficiência hepática fulminante com complicações de defeitos de coagulação, baixa de açúcar no sangue, insuficiência renal, encefalopatia hepática, inchaço cerebral, sépsis, insuficiência de múltiplos órgãos e morte. Se sobreviver a terceira fase, necrose do fígado segue seu curso, e as funções hepática e renal geralmente retornam ao normal em algumas semanas.